# Interlands Faeröers voetbalelftal 2000-2009
Deze pagina toont een chronologisch en gedetailleerd overzicht van de interlands die het Faeröers voetbalelftal heeft gespeeld in de periode 2000 – 2009. De eilandengroep speelde de eerste officiële interland op 24 augustus 1988 onder leiding van de IJslandse bondscoach Páll Guðlaugsson tegen diens vaderland IJsland.

## Interlands

### 2000
|                                                         |                   |       |         |                                                                                           |
| 31 januari Nordic Cup № 64 «onderlinge duels» 14:00 uur | Finland           | 1 – 0 | Faeröer | La Manga Club Centro, La Manga Toeschouwers: 310 Scheidsrechter: Gylfi Thór Orasson (ISL) |
| 31 januari Nordic Cup № 64 «onderlinge duels» 14:00 uur | Antti Sumiala 57' |       |         | La Manga Club Centro, La Manga Toeschouwers: 310 Scheidsrechter: Gylfi Thór Orasson (ISL) |

|                                                         |                                    |       |                                                                                   |                                                                                     |
| 4 februari Nordic Cup № 65 «onderlinge duels» 14:00 uur | Faeröer                            | 2 – 3 | IJsland                                                                           | La Manga Club Centro, La Manga Toeschouwers: 57 Scheidsrechter: Rune Pedersen (NOR) |
| 4 februari Nordic Cup № 65 «onderlinge duels» 14:00 uur | Allan Mørkøre 19' Todi Jónsson 37' |       | 40' (pen.) Ríkharður Daðason 57' (pen.) Ríkharður Daðason 66' Bjarki Gunnlaugsson | La Manga Club Centro, La Manga Toeschouwers: 57 Scheidsrechter: Rune Pedersen (NOR) |

|                                                              |               |              |         |                                                                                     |
| 26 april Vriendschappelijk № 66 «onderlinge duels» 18:30 uur | Liechtenstein | 0 – 1        | Faeröer | Rheinpark Stadion, Vaduz Toeschouwers: 950 Scheidsrechter: Andreas Schluchter (SUI) |
| 26 april Vriendschappelijk № 66 «onderlinge duels» 18:30 uur |               | 71' Uni Arge |         | Rheinpark Stadion, Vaduz Toeschouwers: 950 Scheidsrechter: Andreas Schluchter (SUI) |

|                                                          |         |                                 |            |                                                                              |
| 16 augustus Nordic Cup № 67 «onderlinge duels» 19:45 uur | Faeröer | 0 – 2                           | Denemarken | Tórsvøllur, Tórshavn Toeschouwers: 6.478 Scheidsrechter: Jon Skjervold (NOR) |
| 16 augustus Nordic Cup № 67 «onderlinge duels» 19:45 uur |         | 56' Ebbe Sand 59' Brian Nielsen |            | Tórsvøllur, Tórshavn Toeschouwers: 6.478 Scheidsrechter: Jon Skjervold (NOR) |

|                                                               |                               |       |                                  |                                                                             |
| 3 september WK-kwalificatie № 68 «onderlinge duels» 16:00 uur | Faeröer                       | 2 – 2 | Slovenië                         | Svangaskarð, Toftir Toeschouwers: 3.200 Scheidsrechter: Mikko Vuorela (FIN) |
| 3 september WK-kwalificatie № 68 «onderlinge duels» 16:00 uur | Uni Arge 87' Øssur Hansen 90' |       | 25' Sašo Udovič 85' Milan Osterc | Svangaskarð, Toftir Toeschouwers: 3.200 Scheidsrechter: Mikko Vuorela (FIN) |

|                                                             | |       |                  |                                                                             |
| 7 oktober WK-kwalificatie № 69 «onderlinge duels» 17:30 uur | Zwitserland | 5 – 1 | Faeröer          | Hardturm, Zürich Toeschouwers: 9.500 Scheidsrechter: Kostas Kapitanis (CYP) |
| 7 oktober WK-kwalificatie № 69 «onderlinge duels» 17:30 uur | Marco Zwyssig 26' Sébastien Fournier 35' Kubilay Türkyilmaz 43' (pen.) Kubilay Türkyilmaz 45' (pen.) Kubilay Türkyilmaz 53' (pen.) |       | 4' John Petersen | Hardturm, Zürich Toeschouwers: 9.500 Scheidsrechter: Kostas Kapitanis (CYP) |

### 2001
|                                                       |        |       |         |                                                                         |
| 26 april Nordic Cup № 70 «onderlinge duels» 18:00 uur | Zweden | 0 – 0 | Faeröer | Tipshallen, Växjö Toeschouwers: 2.204 Scheidsrechter: Terje Hauge (NOR) |
| 26 april Nordic Cup № 70 «onderlinge duels» 18:00 uur |        |       |         | Tipshallen, Växjö Toeschouwers: 2.204 Scheidsrechter: Terje Hauge (NOR) |

|                                                            |           |                                               |         |                                                                                         |
| 24 maart WK-kwalificatie № 71 «onderlinge duels» 18:00 uur | Luxemburg | 0 – 2                                         | Faeröer | Stade Josy Barthel, Luxemburg Toeschouwers: 2.500 Scheidsrechter: Attila Hanacsek (HUN) |
| 24 maart WK-kwalificatie № 71 «onderlinge duels» 18:00 uur |           | 78' Christian Høgni Jacobsen 82' Kurt Mørkøre |         | Stade Josy Barthel, Luxemburg Toeschouwers: 2.500 Scheidsrechter: Attila Hanacsek (HUN) |

|                                                            |                        |       |         |                                                                                             |
| 28 maart WK-kwalificatie № 72 «onderlinge duels» 17:00 uur | Rusland                | 1 – 0 | Faeröer | Olympisch Stadion Loezjniki, Moskou Toeschouwers: 8.000 Scheidsrechter: Leslie Irvine (NIR) |
| 28 maart WK-kwalificatie № 72 «onderlinge duels» 17:00 uur | Aleksandr Mostovoj 19' |       |         | Olympisch Stadion Loezjniki, Moskou Toeschouwers: 8.000 Scheidsrechter: Leslie Irvine (NIR) |

|                                                          |         |                    |             |                                                                                |
| 2 juni WK-kwalificatie № 73 «onderlinge duels» 20:15 uur | Faeröer | 0 – 1              | Zwitserland | Svangaskarð, Toftir Toeschouwers: 3.500 Scheidsrechter: Douglas McDonald (SCO) |
| 2 juni WK-kwalificatie № 73 «onderlinge duels» 20:15 uur |         | 81' Alexander Frei |             | Svangaskarð, Toftir Toeschouwers: 3.500 Scheidsrechter: Douglas McDonald (SCO) |

|                                                          |         | |             |                                                                             |
| 6 juni WK-kwalificatie № 74 «onderlinge duels» 19:00 uur | Faeröer | 0 – 6 | Joegoslavië | Svangaskarð, Toftir Toeschouwers: 4.150 Scheidsrechter: Jaroslav Jara (CZE) |
| 6 juni WK-kwalificatie № 74 «onderlinge duels» 19:00 uur |         | 16' Dejan Stanković 24' Mateja Kežman 49' Dejan Stanković 63' Savo Milošević 82' Mateja Kežman 89' Mateja Kežman |             | Svangaskarð, Toftir Toeschouwers: 4.150 Scheidsrechter: Jaroslav Jara (CZE) |

|                                                               |                                          |       |         |                                                                                          |
| 15 augustus WK-kwalificatie № 75 «onderlinge duels» 20:15 uur | Joegoslavië                              | 2 – 0 | Faeröer | Stadion Crvene Zvezde, Belgrado Toeschouwers: 15.437 Scheidsrechter: Jorge Coroado (POR) |
| 15 augustus WK-kwalificatie № 75 «onderlinge duels» 20:15 uur | Siniša Mihajlović 23' Miroslav Đukić 86' |       |         | Stadion Crvene Zvezde, Belgrado Toeschouwers: 15.437 Scheidsrechter: Jorge Coroado (POR) |

|                                                               |                          |       |           |                                                                            |
| 1 september WK-kwalificatie № 76 «onderlinge duels» 17:00 uur | Faeröer                  | 1 – 0 | Luxemburg | Svangaskarð, Toftir Toeschouwers: 1.464 Scheidsrechter: Zeljko Siric (CRO) |
| 1 september WK-kwalificatie № 76 «onderlinge duels» 17:00 uur | Jens Kristian Hansen 84' |       |           | Svangaskarð, Toftir Toeschouwers: 1.464 Scheidsrechter: Zeljko Siric (CRO) |

|                                                               |         |                                                                            |         |                                                                             |
| 5 september WK-kwalificatie № 77 «onderlinge duels» 18:30 uur | Faeröer | 0 – 3                                                                      | Rusland | Tórsvøllur, Tórshavn Toeschouwers: 2.936 Scheidsrechter: Hubert Byrne (IRL) |
| 5 september WK-kwalificatie № 77 «onderlinge duels» 18:30 uur |         | 20' Vladimir Bestsjastnych 29' Vladimir Bestsjastnych 88' Aleksandr Shirko |         | Tórsvøllur, Tórshavn Toeschouwers: 2.936 Scheidsrechter: Hubert Byrne (IRL) |

|                                                             |                                                |       |         | |
| 6 oktober WK-kwalificatie № 78 «onderlinge duels» 16:00 uur | Slovenië                                       | 3 – 0 | Faeröer | Centralni Stadion za Bežigradom, Ljubljana Toeschouwers: 8.500 Scheidsrechter: Giorgos Kasnaferis (GRE) |
| 6 oktober WK-kwalificatie № 78 «onderlinge duels» 16:00 uur | Nastja Čeh 13' Nastja Čeh 31' Senad Tiganj 82' |       |         | Centralni Stadion za Bežigradom, Ljubljana Toeschouwers: 8.500 Scheidsrechter: Giorgos Kasnaferis (GRE) |

### 2002
|                                                                 |                                                |       |                    |                                                                                    |
| 10 februari Vriendschappelijk № 79 «onderlinge duels» 20:00 uur | Polen                                          | 2 – 1 | Faeröer            | Tsirion Stadion, Limassol Toeschouwers: 650 Scheidsrechter: Costas Theodotou (CYP) |
| 10 februari Vriendschappelijk № 79 «onderlinge duels» 20:00 uur | Maciej Żurawski 11' Maciej Żurawski 42' (pen.) |       | 25' Rógvi Jacobsen | Tsirion Stadion, Limassol Toeschouwers: 650 Scheidsrechter: Costas Theodotou (CYP) |

|                                                                 |               |              |         |                                                                                  |
| 13 februari Vriendschappelijk № 80 «onderlinge duels» 16:00 uur | Liechtenstein | 0 – 1        | Faeröer | Peyia Stadion, Peyia Toeschouwers: 50 Scheidsrechter: Panayiotis Gerasimou (CYP) |
| 13 februari Vriendschappelijk № 80 «onderlinge duels» 16:00 uur |               | 24' Uni Arge |         | Peyia Stadion, Peyia Toeschouwers: 50 Scheidsrechter: Panayiotis Gerasimou (CYP) |

|                                                                 |                                                                        |       |                        |                                                                              |
| 21 augustus Vriendschappelijk № 81 «onderlinge duels» 18:00 uur | Faeröer                                                                | 3 – 1 | Liechtenstein          | Tórsvøllur, Tórshavn Toeschouwers: 3.200 Scheidsrechter: Gylfi Orrason (ISL) |
| 21 augustus Vriendschappelijk № 81 «onderlinge duels» 18:00 uur | Christian Høgni Jacobsen 61' Fróði Benjaminsen 71' Julian Johnsson 83' |       | 45' (pen.) Mario Frick | Tórsvøllur, Tórshavn Toeschouwers: 3.200 Scheidsrechter: Gylfi Orrason (ISL) |

|                                                               |                                    |       |                                     |                                                                            |
| 7 september EK-kwalificatie № 82 «onderlinge duels» 16:00 uur | Faeröer                            | 2 – 2 | Schotland                           | Svangaskarð, Toftir Toeschouwers: 4.200 Scheidsrechter: Jacek Granat (POL) |
| 7 september EK-kwalificatie № 82 «onderlinge duels» 16:00 uur | John Petersen 7' John Petersen 12' |       | 61' Paul Lambert 87' Barry Ferguson | Svangaskarð, Toftir Toeschouwers: 4.200 Scheidsrechter: Jacek Granat (POL) |

|                                                              |                                           |       |         | |
| 12 oktober EK-kwalificatie № 83 «onderlinge duels» 18:00 uur | Litouwen                                  | 2 – 0 | Faeröer | Darius ir Stasys Girėnas Stadionas, Kaunas Toeschouwers: 2.500 Scheidsrechter: Dejan Delević (YUG) |
| 12 oktober EK-kwalificatie № 83 «onderlinge duels» 18:00 uur | Tomas Ražanauskas 23' Robertas Poškus 38' |       |         | Darius ir Stasys Girėnas Stadionas, Kaunas Toeschouwers: 2.500 Scheidsrechter: Dejan Delević (YUG) |

|                                                              |                                              |       |                           |                                                                                      |
| 16 oktober EK-kwalificatie № 84 «onderlinge duels» 20:30 uur | Duitsland                                    | 2 – 1 | Faeröer                   | Niedersachsenstadion, Hannover Toeschouwers: 36.628 Scheidsrechter: Dani Koren (ISR) |
| 16 oktober EK-kwalificatie № 84 «onderlinge duels» 20:30 uur | Michael Ballack 2' (pen.) Miroslav Klose 59' |       | 45' (e.d.) Arne Friedrich | Niedersachsenstadion, Hannover Toeschouwers: 36.628 Scheidsrechter: Dani Koren (ISR) |

### 2003
|                                                              |                                                               |       |                                       |                                                                                |
| 27 april Vriendschappelijk № 85 «onderlinge duels» 16:00 uur | Faeröer                                                       | 3 – 2 | Kazachstan                            | Svangaskarð, Toftir Toeschouwers: 420 Scheidsrechter: Kristinn Jákobsson (ISL) |
| 27 april Vriendschappelijk № 85 «onderlinge duels» 16:00 uur | Jákup á Borg 16' (pen.) John Petersen 45' Heðin á Lakjuni 49' |       | 55' Evgheni Lunev 75' Daniyar Mukanov | Svangaskarð, Toftir Toeschouwers: 420 Scheidsrechter: Kristinn Jákobsson (ISL) |

|                                                              |                                          |       |                            |                                                                             |
| 29 april Vriendschappelijk № 86 «onderlinge duels» 18:45 uur | Faeröer                                  | 2 – 1 | Kazachstan                 | Tórsvøllur, Tórshavn Toeschouwers: 800 Scheidsrechter: Bragi Bergmann (ISL) |
| 29 april Vriendschappelijk № 86 «onderlinge duels» 18:45 uur | Andrew av Fløtum 65' Julian Johnsson 75' |       | 5' (pen.) Jevgeni Lovtsjev | Tórsvøllur, Tórshavn Toeschouwers: 800 Scheidsrechter: Bragi Bergmann (ISL) |

|                                                          |                                                |       |                    |                                                                                     |
| 7 juni EK-kwalificatie № 87 «onderlinge duels» 18:00 uur | IJsland                                        | 2 – 1 | Faeröer            | Laugardalsvöllur, Reykjavík Toeschouwers: 6.036 Scheidsrechter: Miroslav Liba (CZE) |
| 7 juni EK-kwalificatie № 87 «onderlinge duels» 18:00 uur | Helgi Sigurðsson 51' Tryggvi Guðmundsson 90+2' |       | 63' Rógvi Jacobsen | Laugardalsvöllur, Reykjavík Toeschouwers: 6.036 Scheidsrechter: Miroslav Liba (CZE) |

|                                                           |         |                                      |           |                                                                             |
| 11 juni EK-kwalificatie № 88 «onderlinge duels» 20:45 uur | Faeröer | 0 – 2                                | Duitsland | Tórsvøllur, Tórshavn Toeschouwers: 6.130 Scheidsrechter: Jan Wegereef (NED) |
| 11 juni EK-kwalificatie № 88 «onderlinge duels» 20:45 uur |         | 89' Miroslav Klose 90+1' Fredi Bobic |           | Tórsvøllur, Tórshavn Toeschouwers: 6.130 Scheidsrechter: Jan Wegereef (NED) |

|                                                               |                    |       |                                           |                                                                                  |
| 20 augustus EK-kwalificatie № 89 «onderlinge duels» 20:10 uur | Faeröer            | 1 – 2 | IJsland                                   | Tórsvøllur, Tórshavn Toeschouwers: 3.416 Scheidsrechter: Eduardo Iturralde (ESP) |
| 20 augustus EK-kwalificatie № 89 «onderlinge duels» 20:10 uur | Rógvi Jacobsen 65' |       | 6' Eiður Guðjohnsen 70' Pétur Marteinsson | Tórsvøllur, Tórshavn Toeschouwers: 3.416 Scheidsrechter: Eduardo Iturralde (ESP) |

|                                                               |                                                     |       |                     |                                                                                |
| 6 september EK-kwalificatie № 90 «onderlinge duels» 16:00 uur | Schotland                                           | 3 – 1 | Faeröer             | Hampden Park, Glasgow Toeschouwers: 40.901 Scheidsrechter: Darko Čeferin (SLO) |
| 6 september EK-kwalificatie № 90 «onderlinge duels» 16:00 uur | Neil McCann 7' Paul Dickov 45+2' James McFadden 74' |       | 35' Julian Johnsson | Hampden Park, Glasgow Toeschouwers: 40.901 Scheidsrechter: Darko Čeferin (SLO) |

|                                                                |                |       |                                                               |                                                                             |
| 10 september EK-kwalificatie № 91 «onderlinge duels» 19:30 uur | Faeröer        | 1 – 3 | Litouwen                                                      | Svangaskarð, Toftir Toeschouwers: 2.175 Scheidsrechter: Edo Trivković (CRO) |
| 10 september EK-kwalificatie № 91 «onderlinge duels» 19:30 uur | Súni Olsen 42' |       | 23' Igoris Morinas 57' Igoris Morinas 88' Donatas Vencevičius | Svangaskarð, Toftir Toeschouwers: 2.175 Scheidsrechter: Edo Trivković (CRO) |

### 2004
|                                                                 | |       |         |                                                                                       |
| 21 februari Vriendschappelijk № 92 «onderlinge duels» 17:15 uur | Polen | 6 – 0 | Faeröer | Roku, San Fernando (Spanje) Toeschouwers: 100 Scheidsrechter: Abraham Domínguez (ESP) |
| 21 februari Vriendschappelijk № 92 «onderlinge duels» 17:15 uur | Paweł Kryszałowicz 9' Paweł Kryszałowicz 40' Paweł Kryszałowicz 41' Paweł Kryszałowicz 43' Tomasz Kłos 61' Mariusz Kukiełka 87' |       |         | Roku, San Fernando (Spanje) Toeschouwers: 100 Scheidsrechter: Abraham Domínguez (ESP) |

|                                                            |                                                          |       |         |                                                                                                   |
| 1 juni Vriendschappelijk № 93 «onderlinge duels» 20:15 uur | Nederland                                                | 3 – 0 | Faeröer | Stade Olympique de la Pontaise, Lausanne Toeschouwers: 3.150 Scheidsrechter: Philippe Leuba (SUI) |
| 1 juni Vriendschappelijk № 93 «onderlinge duels» 20:15 uur | Jákup á Borg 32' (e.d.) Roy Makaay 51' Marc Overmars 59' |       |         | Stade Olympique de la Pontaise, Lausanne Toeschouwers: 3.150 Scheidsrechter: Philippe Leuba (SUI) |

|                                                                 |                                                           |       |                                      |                                                                            |
| 18 augustus Vriendschappelijk № 94 «onderlinge duels» 20:00 uur | Faeröer                                                   | 3 – 2 | Malta                                | Svangaskarð, Toftir Toeschouwers: 1.932 Scheidsrechter: Emil Laursen (DEN) |
| 18 augustus Vriendschappelijk № 94 «onderlinge duels» 20:00 uur | Jákup á Borg 31' Rógvi Jacobsen 42' Fróði Benjaminsen 81' |       | 51' Stefan Giglio 66' Michael Mifsud | Svangaskarð, Toftir Toeschouwers: 1.932 Scheidsrechter: Emil Laursen (DEN) |

|                                                               | |       |         |                                                                                  |
| 4 september WK-kwalificatie № 95 «onderlinge duels» 17:30 uur | Zwitserland | 6 – 0 | Faeröer | St. Jakob-Park, Bazel Toeschouwers: 13.013 Scheidsrechter: Alexandru Tudor (ROM) |
| 4 september WK-kwalificatie № 95 «onderlinge duels» 17:30 uur | Johan Vonlanthen 10' Johan Vonlanthen 14' Alexandre Rey 29' Alexandre Rey 44' Alexandre Rey 55' Johan Vonlanthen 56' |       |         | St. Jakob-Park, Bazel Toeschouwers: 13.013 Scheidsrechter: Alexandru Tudor (ROM) |

|                                                               |         |                                     |           |                                                                              |
| 8 september WK-kwalificatie № 96 «onderlinge duels» 17:00 uur | Faeröer | 0 – 2                               | Frankrijk | Tórsvøllur, Tórshavn Toeschouwers: 5.917 Scheidsrechter: Craig Thomson (SCO) |
| 8 september WK-kwalificatie № 96 «onderlinge duels» 17:00 uur |         | 32' Ludovic Giuly 73' Djibril Cissé |           | Tórsvøllur, Tórshavn Toeschouwers: 5.917 Scheidsrechter: Craig Thomson (SCO) |

|                                                             |                                                   |       |                                             |                                                                               |
| 9 oktober WK-kwalificatie № 97 «onderlinge duels» 18:00 uur | Cyprus                                            | 2 – 2 | Faeröer                                     | GSP Stadion, Nicosia Toeschouwers: 2.043 Scheidsrechter: Zöhrab Gadiyev (AZE) |
| 9 oktober WK-kwalificatie № 97 «onderlinge duels» 18:00 uur | Mihalis Konstantinou 14' (pen.) Giannis Okkas 82' |       | 21' Claus Bech Jørgensen 43' Rógvi Jacobsen | GSP Stadion, Nicosia Toeschouwers: 2.043 Scheidsrechter: Zöhrab Gadiyev (AZE) |

|                                                              |                                          |       |         |                                                                                 |
| 13 oktober WK-kwalificatie № 98 «onderlinge duels» 20:30 uur | Ierland                                  | 2 – 0 | Faeröer | Lansdowne Road, Dublin Toeschouwers: 36.000 Scheidsrechter: Romāns Lajuks (LAT) |
| 13 oktober WK-kwalificatie № 98 «onderlinge duels» 20:30 uur | Robbie Keane 14' (pen.) Robbie Keane 32' |       |         | Lansdowne Road, Dublin Toeschouwers: 36.000 Scheidsrechter: Romāns Lajuks (LAT) |

### 2005
|                                                          |                    |       |                                                         |                                                                              |
| 4 juni WK-kwalificatie № 99 «onderlinge duels» 17:30 uur | Faeröer            | 1 – 3 | Zwitserland                                             | Svangaskarð, Toftir Toeschouwers: 2.047 Scheidsrechter: Serge Gumienny (BEL) |
| 4 juni WK-kwalificatie № 99 «onderlinge duels» 17:30 uur | Rógvi Jacobsen 70' |       | 25' Raphael Wicky 78' Alexander Frei 84' Alexander Frei | Svangaskarð, Toftir Toeschouwers: 2.047 Scheidsrechter: Serge Gumienny (BEL) |

|                                                           |         |                                        |         |                                                                            |
| 8 juni WK-kwalificatie № 100 «onderlinge duels» 20:30 uur | Faeröer | 0 – 2                                  | Ierland | Tórsvøllur, Tórshavn Toeschouwers: 5.180 Scheidsrechter: Anton Genov (BUL) |
| 8 juni WK-kwalificatie № 100 «onderlinge duels» 20:30 uur |         | 51' (pen.) Ian Harte 59' Kevin Kilbane |         | Tórsvøllur, Tórshavn Toeschouwers: 5.180 Scheidsrechter: Anton Genov (BUL) |

|                                                                |         |                                                                       |        |                                                                                  |
| 17 augustus WK-kwalificatie № 101 «onderlinge duels» 20:00 uur | Faeröer | 0 – 3                                                                 | Cyprus | Svangaskarð, Toftir Toeschouwers: 2.720 Scheidsrechter: Stefan Johannesson (SWE) |
| 17 augustus WK-kwalificatie № 101 «onderlinge duels» 20:00 uur |         | 39' Mihalis Konstantinou 77' Mihalis Konstantinou 90+2' Simos Krassas |        | Svangaskarð, Toftir Toeschouwers: 2.720 Scheidsrechter: Stefan Johannesson (SWE) |

|                                                                |                                                           |       |         |                                                                                     |
| 3 september WK-kwalificatie № 102 «onderlinge duels» 21:00 uur | Frankrijk                                                 | 3 – 0 | Faeröer | Stade Félix Bollaert, Lens Toeschouwers: 40.126 Scheidsrechter: Jaroslav Jára (CZE) |
| 3 september WK-kwalificatie № 102 «onderlinge duels» 21:00 uur | Djibril Cissé 14' Súni Olsen 18' (e.d.) Djibril Cissé 76' |       |         | Stade Félix Bollaert, Lens Toeschouwers: 40.126 Scheidsrechter: Jaroslav Jára (CZE) |

|                                                                |         |                               |        |                                                                            |
| 7 september WK-kwalificatie № 103 «onderlinge duels» 19:00 uur | Faeröer | 0 – 2                         | Israël | Tórsvøllur, Tórshavn Toeschouwers: 2.240 Scheidsrechter: Pieter Vink (NED) |
| 7 september WK-kwalificatie № 103 «onderlinge duels» 19:00 uur |         | 55' Avi Nimni 80' Yaniv Katan |        | Tórsvøllur, Tórshavn Toeschouwers: 2.240 Scheidsrechter: Pieter Vink (NED) |

|                                                              |                                          |       |                       |                                                                                          |
| 8 oktober WK-kwalificatie № 104 «onderlinge duels» 19:50 uur | Israël                                   | 2 – 1 | Faeröer               | Ramat Gan Stadion, Ramat Gan Toeschouwers: 31.857 Scheidsrechter: Bernhard Brugger (AUT) |
| 8 oktober WK-kwalificatie № 104 «onderlinge duels» 19:50 uur | Yossi Benayoun 1' Michael Zandberg 90+1' |       | 90+3' Símun Samuelsen | Ramat Gan Stadion, Ramat Gan Toeschouwers: 31.857 Scheidsrechter: Bernhard Brugger (AUT) |

### 2006
|                                                             |                                                                                 |       |         |                                                                                 |
| 14 mei Vriendschappelijk № 105 «onderlinge duels» 17:25 uur | Polen                                                                           | 4 – 0 | Faeröer | Stadion Główny, Wronki Toeschouwers: 3.500 Scheidsrechter: Arkadiusz Prus (USA) |
| 14 mei Vriendschappelijk № 105 «onderlinge duels» 17:25 uur | Sebastian Mila 15' Grzegorz Rasiak 48' Marek Saganowski 73' Grzegorz Rasiak 84' |       |         | Stadion Główny, Wronki Toeschouwers: 3.500 Scheidsrechter: Arkadiusz Prus (USA) |

|                                                                |         | |         |                                                                            |
| 16 augustus EK-kwalificatie № 106 «onderlinge duels» 18:00 uur | Faeröer | 0 – 6 | Georgië | Svangaskarð, Toftir Toeschouwers: 2.114 Scheidsrechter: Michael Ross (NIR) |
| 16 augustus EK-kwalificatie № 106 «onderlinge duels» 18:00 uur |         | 16' Davit Mujiri 18' Aleksander Iasjvili 37' Sjota Arveladze 51' (pen.) Levan Kobiasjvili 62' Sjota Arveladze 82' Sjota Arveladze |         | Svangaskarð, Toftir Toeschouwers: 2.114 Scheidsrechter: Michael Ross (NIR) |

|                                                                | |       |         |                                                                             |
| 2 september EK-kwalificatie № 107 «onderlinge duels» 16:00 uur | Schotland | 6 – 0 | Faeröer | Celtic Park, Glasgow Toeschouwers: 50.059 Scheidsrechter: Igor Egorov (RUS) |
| 2 september EK-kwalificatie № 107 «onderlinge duels» 16:00 uur | Darren Fletcher 7' James McFadden 10' Kris Boyd 24' (pen.) Kenny Miller 30' (pen.) Kris Boyd 38' Garry O'Connor 85' |       |         | Celtic Park, Glasgow Toeschouwers: 50.059 Scheidsrechter: Igor Egorov (RUS) |

|                                                              |         |                    |          |                                                                                 |
| 7 oktober EK-kwalificatie № 108 «onderlinge duels» 16:00 uur | Faeröer | 0 – 1              | Litouwen | Tórsvøllur, Tórshavn Toeschouwers: 1.982 Scheidsrechter: Anthony Buttimer (IRL) |
| 7 oktober EK-kwalificatie № 108 «onderlinge duels» 16:00 uur |         | 89' Andrius Skerla |          | Tórsvøllur, Tórshavn Toeschouwers: 1.982 Scheidsrechter: Anthony Buttimer (IRL) |

|                                                               |                                                                                            |       |         |                                                                                             |
| 11 oktober EK-kwalificatie № 109 «onderlinge duels» 21:00 uur | Frankrijk                                                                                  | 5 – 0 | Faeröer | Stade Auguste Bonal, Montbéliard Toeschouwers: 19.314 Scheidsrechter: Sorin Corpodean (ROM) |
| 11 oktober EK-kwalificatie № 109 «onderlinge duels» 21:00 uur | Louis Saha 1' Thierry Henry 22' Nicolas Anelka 77' David Trezeguet 78' David Trezeguet 84' |       |         | Stade Auguste Bonal, Montbéliard Toeschouwers: 19.314 Scheidsrechter: Sorin Corpodean (ROM) |

### 2007
|                                                             |         |                                          |          |                                                                           |
| 24 maart EK-kwalificatie № 110 «onderlinge duels» 16:00 uur | Faeröer | 0 – 2                                    | Oekraïne | Svangaskarð, Toftir Toeschouwers: 717 Scheidsrechter: Damir Skomina (SLO) |
| 24 maart EK-kwalificatie № 110 «onderlinge duels» 16:00 uur |         | 21' Volodymyr Yezerskyi 58' Oleg Goesjev |          | Svangaskarð, Toftir Toeschouwers: 717 Scheidsrechter: Damir Skomina (SLO) |

|                                                             |                                                                            |       |                    |                                                                                         |
| 28 maart EK-kwalificatie № 111 «onderlinge duels» 18:00 uur | Georgië                                                                    | 3 – 1 | Faeröer            | Boris Paitsjadzestadion, Tbilisi Toeschouwers: 15.000 Scheidsrechter: Pavel Saliy (KAZ) |
| 28 maart EK-kwalificatie № 111 «onderlinge duels» 18:00 uur | David Siradze 25' Aleksander Iasjvili 46' Aleksander Iasjvili 90+5' (pen.) |       | 57' Rógvi Jacobsen | Boris Paitsjadzestadion, Tbilisi Toeschouwers: 15.000 Scheidsrechter: Pavel Saliy (KAZ) |

|                                                           |                    |       |                                         |                                                                             |
| 2 juni EK-kwalificatie № 112 «onderlinge duels» 20:45 uur | Faeröer            | 1 – 2 | Italië                                  | Tórsvøllur, Tórshavn Toeschouwers: 5.987 Scheidsrechter: Robert Małek (POL) |
| 2 juni EK-kwalificatie № 112 «onderlinge duels» 20:45 uur | Rógvi Jacobsen 77' |       | 13' Filippo Inzaghi 49' Filippo Inzaghi | Tórsvøllur, Tórshavn Toeschouwers: 5.987 Scheidsrechter: Robert Małek (POL) |

|                                                           |         |                                      |           |                                                                                  |
| 6 juni EK-kwalificatie № 113 «onderlinge duels» 18:15 uur | Faeröer | 0 – 2                                | Schotland | Svangaskarð, Toftir Toeschouwers: 4.100 Scheidsrechter: Giorgos Kasnaferis (GRE) |
| 6 juni EK-kwalificatie № 113 «onderlinge duels» 18:15 uur |         | 30' Shaun Maloney 34' Garry O'Connor |           | Svangaskarð, Toftir Toeschouwers: 4.100 Scheidsrechter: Giorgos Kasnaferis (GRE) |

|                                                                 |                                              |       |                    | |
| 12 september EK-kwalificatie № 114 «onderlinge duels» 19:00 uur | Litouwen                                     | 2 – 1 | Faeröer            | Darius ir Stasys Girėnas Stadionas, Kaunas Toeschouwers: 4.000 Scheidsrechter: Tsvetan Georgiev (BUL) |
| 12 september EK-kwalificatie № 114 «onderlinge duels» 19:00 uur | Edgaras Jankauskas 8' Tomas Danilevičius 52' |       | 90' Rógvi Jacobsen | Darius ir Stasys Girėnas Stadionas, Kaunas Toeschouwers: 4.000 Scheidsrechter: Tsvetan Georgiev (BUL) |

|                                                               |         | |           |                                                                               |
| 13 oktober EK-kwalificatie № 115 «onderlinge duels» 16:00 uur | Faeröer | 0 – 6 | Frankrijk | Tórsvøllur, Tórshavn Toeschouwers: 8.076 Scheidsrechter: Gabriele Rossi (ITA) |
| 13 oktober EK-kwalificatie № 115 «onderlinge duels» 16:00 uur |         | 6' Nicolas Anelka 8' Thierry Henry 50' Karim Benzema 66' Jérôme Rothen 81' Karim Benzema 90+4' Hatem Ben Arfa |           | Tórsvøllur, Tórshavn Toeschouwers: 8.076 Scheidsrechter: Gabriele Rossi (ITA) |

|                                                               | |       |         |                                                                             |
| 17 oktober EK-kwalificatie № 116 «onderlinge duels» 18:00 uur | Oekraïne                                                                                             | 5 – 0 | Faeröer | NSK Olimpiejsky, Kiev Toeschouwers: 8.000 Scheidsrechter: Haim Yaacov (ISR) |
| 17 oktober EK-kwalificatie № 116 «onderlinge duels» 18:00 uur | Maksim Kalinichenko 40' Oleg Goesjev 43' Oleg Goesjev 45' Maksim Kalinichenko 49' Andriy Vorobey 64' |       |         | NSK Olimpiejsky, Kiev Toeschouwers: 8.000 Scheidsrechter: Haim Yaacov (ISR) |

|                                                                |                                                                  |       |                    |                                                                                         |
| 21 november EK-kwalificatie № 117 «onderlinge duels» 20:30 uur | Italië                                                           | 3 – 1 | Faeröer            | Stadio Alberto Braglia, Modena Toeschouwers: 16.142 Scheidsrechter: Florian Meyer (GER) |
| 21 november EK-kwalificatie № 117 «onderlinge duels» 20:30 uur | Fróði Benjaminsen 11' (e.d.) Luca Toni 36' Giorgio Chiellini 41' |       | 83' Rógvi Jacobsen | Stadio Alberto Braglia, Modena Toeschouwers: 16.142 Scheidsrechter: Florian Meyer (GER) |

### 2008
|                                                               |                                                                          |       |         |                                                                                         |
| 16 maart Vriendschappelijk № 118 «onderlinge duels» 17:00 uur | IJsland                                                                  | 3 – 0 | Faeröer | Íþróttafélagið Kórinn, Kópavogur Toeschouwers: 747 Scheidsrechter: Tommy Skjerven (NOR) |
| 16 maart Vriendschappelijk № 118 «onderlinge duels» 17:00 uur | Jónas Sævarsson 45' Fróði Benjaminsen 71' (e.d.) Tryggvi Guðmundsson 80' |       |         | Íþróttafélagið Kórinn, Kópavogur Toeschouwers: 747 Scheidsrechter: Tommy Skjerven (NOR) |

|                                                             |                                                                                     |       |                                                               |                                                                                      |
| 4 juni Vriendschappelijk № 119 «onderlinge duels» 17:00 uur | Estland                                                                             | 4 – 3 | Faeröer                                                       | A. Le Coq Arena, Tallinn Toeschouwers: 3.500 Scheidsrechter: Daniel Stalhammar (SWE) |
| 4 juni Vriendschappelijk № 119 «onderlinge duels» 17:00 uur | Vjatšeslav Zahovaiko 9' Vjatšeslav Zahovaiko 14' Tarmo Kink 28' Jevgeni Novikov 75' |       | 63' Christian Holst 66' Christian Holst 70' (pen.) Súni Olsen | A. Le Coq Arena, Tallinn Toeschouwers: 3.500 Scheidsrechter: Daniel Stalhammar (SWE) |

|                                                                  |                                                                        |       |         |                                                                                     |
| 20 augustus Vriendschappelijk № 120 «onderlinge duels» 21:45 uur | Portugal                                                               | 5 – 0 | Faeröer | Estádio Municipal, Aveiro Toeschouwers: 21.000 Scheidsrechter: Andriy Shandor (UKR) |
| 20 augustus Vriendschappelijk № 120 «onderlinge duels» 21:45 uur | Carlos Martins 24' Simão Sabrosa 49' Duda 86' Bruno Alves 88' Nani 90' |       |         | Estádio Municipal, Aveiro Toeschouwers: 21.000 Scheidsrechter: Andriy Shandor (UKR) |

|                                                                |                                          |       |         |                                                                                             |
| 6 september WK-kwalificatie № 121 «onderlinge duels» 20:15 uur | Servië                                   | 2 – 0 | Faeröer | Stadion Crvene zvezde, Belgrado Toeschouwers: 9.615 Scheidsrechter: Aleksej Nikolajev (RUS) |
| 6 september WK-kwalificatie № 121 «onderlinge duels» 20:15 uur | Jón Jacobsen 30' (e.d.) Nikola Žigić 88' |       |         | Stadion Crvene zvezde, Belgrado Toeschouwers: 9.615 Scheidsrechter: Aleksej Nikolajev (RUS) |

|                                                                 |         |                  |          |                                                                               |
| 10 september WK-kwalificatie № 122 «onderlinge duels» 18:30 uur | Faeröer | 0 – 1            | Roemenië | Tórsvøllur, Tórshavn Toeschouwers: 200 Scheidsrechter: Marijo Strahonja (CRO) |
| 10 september WK-kwalificatie № 122 «onderlinge duels» 18:30 uur |         | 59' Răzvan Cociș |          | Tórsvøllur, Tórshavn Toeschouwers: 200 Scheidsrechter: Marijo Strahonja (CRO) |

|                                                               |                |       |                    |                                                                              |
| 11 oktober WK-kwalificatie № 123 «onderlinge duels» 17:00 uur | Faeröer        | 1 – 1 | Oostenrijk         | Tórsvøllur, Tórshavn Toeschouwers: 1.800 Scheidsrechter: Darko Čeferin (SLO) |
| 11 oktober WK-kwalificatie № 123 «onderlinge duels» 17:00 uur | Bogi Løkin 47' |       | 49' Martin Stranzl | Tórsvøllur, Tórshavn Toeschouwers: 1.800 Scheidsrechter: Darko Čeferin (SLO) |

|                                                               |                        |       |         | |
| 15 oktober WK-kwalificatie № 124 «onderlinge duels» 18:00 uur | Litouwen               | 1 – 0 | Faeröer | Darius ir Stasys Girėnas Stadionas, Kaunas Toeschouwers: 5.000 Scheidsrechter: Kostas Kapitanis (CYP) |
| 15 oktober WK-kwalificatie № 124 «onderlinge duels» 18:00 uur | Tomas Danilevičius 20' |       |         | Darius ir Stasys Girėnas Stadionas, Kaunas Toeschouwers: 5.000 Scheidsrechter: Kostas Kapitanis (CYP) |

### 2009
|                                                               |                       |       |                                                     |                                                                                     |
| 22 maart Vriendschappelijk № 125 «onderlinge duels» 15:00 uur | IJsland               | 1 – 2 | Faeröer                                             | Íþróttafélagið Kórinn, Kópavogur Toeschouwers: 553 Scheidsrechter: Mike Riley (ENG) |
| 22 maart Vriendschappelijk № 125 «onderlinge duels» 15:00 uur | Jónas Sævarsson 90+1' |       | 22' Fróði Benjaminsen 42' (e.d.) Gudjón Antoníusson | Íþróttafélagið Kórinn, Kópavogur Toeschouwers: 553 Scheidsrechter: Mike Riley (ENG) |

|                                                            |         |                                       |        |                                                                          |
| 10 juni WK-kwalificatie № 126 «onderlinge duels» 20:15 uur | Faeröer | 0 – 2                                 | Servië | Tórsvøllur, Tórshavn Toeschouwers: 2.896 Scheidsrechter: Meir Levi (ISR) |
| 10 juni WK-kwalificatie № 126 «onderlinge duels» 20:15 uur |         | 44' Milan Jovanović 69' Neven Subotić |        | Tórsvøllur, Tórshavn Toeschouwers: 2.896 Scheidsrechter: Meir Levi (ISR) |

|                                                                |         |                         |           |                                                                                    |
| 12 augustus WK-kwalificatie № 127 «onderlinge duels» 17:00 uur | Faeröer | 0 – 1                   | Frankrijk | Tórsvøllur, Tórshavn Toeschouwers: 2.974 Scheidsrechter: Michael Koukoulakis (GRE) |
| 12 augustus WK-kwalificatie № 127 «onderlinge duels» 17:00 uur |         | 41' André-Pierre Gignac |           | Tórsvøllur, Tórshavn Toeschouwers: 2.974 Scheidsrechter: Michael Koukoulakis (GRE) |

|                                                                |                                                           |       |                        |                                                                       |
| 5 september WK-kwalificatie № 128 «onderlinge duels» 20:30 uur | Oostenrijk                                                | 3 – 1 | Faeröer                | UPC Arena, Graz Toeschouwers: 12.300 Scheidsrechter: Marco Borg (MLT) |
| 5 september WK-kwalificatie № 128 «onderlinge duels» 20:30 uur | Stefan Maierhofer 1' Marc Janko 16' Marc Janko 59' (pen.) |       | 83' Andreas Lava Olsen | UPC Arena, Graz Toeschouwers: 12.300 Scheidsrechter: Marco Borg (MLT) |

|                                                                |                                           |       |                               |                                                                          |
| 9 september WK-kwalificatie № 124 «onderlinge duels» 18:15 uur | Faeröer                                   | 2 – 1 | Litouwen                      | Svangaskarð, Toftir Toeschouwers: 1.942 Scheidsrechter: István Vad (HUN) |
| 9 september WK-kwalificatie № 124 «onderlinge duels» 18:15 uur | Súni Olsen 13' Arnbjørn Hansen 34' (pen.) |       | 22' (pen.) Tomas Danilevičius | Svangaskarð, Toftir Toeschouwers: 1.942 Scheidsrechter: István Vad (HUN) |

|                                                               | |       |         |                                                                                      |
| 10 oktober WK-kwalificatie № 130 «onderlinge duels» 21:00 uur | Frankrijk                                                                                               | 5 – 0 | Faeröer | Stade du Roudourou, Guingamp Toeschouwers: 16.755 Scheidsrechter: Robert Małek (POL) |
| 10 oktober WK-kwalificatie № 130 «onderlinge duels» 21:00 uur | André-Pierre Gignac 34' André-Pierre Gignac 38' William Gallas 52' Nicolas Anelka 86' Karim Benzema 88' |       |         | Stade du Roudourou, Guingamp Toeschouwers: 16.755 Scheidsrechter: Robert Małek (POL) |

|                                                               |                                                     |       |               |                                                                                               |
| 14 oktober WK-kwalificatie № 131 «onderlinge duels» 20:00 uur | Roemenië                                            | 3 – 1 | Faeröer       | Stadionul Ceahlăul, Piatra Neamț Toeschouwers: 10.500 Scheidsrechter: Aleksandr Gvardis (RUS) |
| 14 oktober WK-kwalificatie № 131 «onderlinge duels» 20:00 uur | Iulian Apostol 16' Gigel Bucur 65' Ionuţ Mazilu 88' |       | 88' Egil á Bø | Stadionul Ceahlăul, Piatra Neamț Toeschouwers: 10.500 Scheidsrechter: Aleksandr Gvardis (RUS) |

FSF · A-internationals · Statistieken · Bondscoaches · Faeröers vrouwenelftal · Faeröer U21 · Faeröer U20 · Faeröer U19 · Faeröer U18 · Faeröer U17 · Faeröer U16
1980 – 1989 ·
1990 – 1999 ·
2000 – 2009 ·
2010 – 2019 ·
2020 – 2029
1988 · 
1989 · 
1990 ·
1991 · 
1992 · 
1993 · 
1994 · 
1995 · 
1996 · 
1997 · 
1998 · 
1999 · 
2000 · 
2001 · 
2002 · 
2003 · 
2004 · 
2005 · 
2006 · 
2007 · 
2008 · 
2009 · 
2010 · 
2011 · 
2012 · 
2013 · 
2014 · 
2015 · 
2016 ·
2017 ·
2018 ·
2019 ·
2020 ·
2021 ·
2022 ·
2023 ·
2024
Albanië ·
Andorra ·
Armenië ·
Azerbeidzjan ·
België ·
Bosnië en Herzegovina ·
Canada ·
Cyprus ·
Denemarken ·
Duitsland ·
Estland ·
Finland ·
Frankrijk ·
Georgië ·
Gibraltar ·
Griekenland ·
Hongarije ·
Ierland ·
IJsland ·
Israël ·
Italië ·
Joegoslavië ·
Kazachstan ·
Kosovo ·
Letland · 
Liechtenstein ·
Litouwen ·
Luxemburg ·
Malta ·
Moldavië ·
Nederland ·
Noord-Ierland ·
Noord-Macedonië ·
Noorwegen ·
Oekraïne ·
Oostenrijk ·
Polen ·
Portugal ·
Roemenië ·
Rusland ·
San Marino ·
Schotland ·
Servië ·
Servië en Montenegro · 
Slovenië ·
Slowakije ·
Spanje ·
Thailand ·
Tsjechië ·
Tsjecho-Slowakije ·
Turkije ·
Wales ·
Zweden ·
Zwitserland
AFC-zone: Afghanistan · Australië · Bahrein · Bangladesh · Bhutan · Brunei · Cambodja · China · Filipijnen · Guam · Hongkong · India · Indonesië · Iran · Irak · Japan · Jemen · Jordanië · Koeweit · Kirgizië · Laos · Libanon · Macau · Maleisië · Maldiven · Mongolië · Myanmar · Nepal · Noord-Korea · Oezbekistan · Oman · Oost-Timor · Pakistan · Palestina · Qatar · Saoedi-Arabië · Singapore · Sri Lanka · Syrië · Tadzjikistan · Taiwan · Thailand · Turkmenistan · Verenigde Arabische Emiraten · Vietnam · Zuid-Korea

CAF-zone: Algerije · Angola · Benin · Botswana · Burkina Faso · Burundi · Centraal-Afrikaanse Republiek · Comoren · Congo-Brazzaville · Congo-Kinshasa · Djibouti · Egypte · Equatoriaal-Guinea · Eritrea · Ethiopië · Gabon · Gambia · Ghana · Guinee · Guinee-Bissau · Ivoorkust · Kaapverdië · Kameroen · Kenia · Lesotho · Liberia · Libië · Madagaskar · Malawi · Mali  ·Mauritanië · Mauritius · Marokko · Mozambique · Namibië · Niger · Nigeria · Oeganda · Rwanda · Sao Tomé en Principe · Senegal · Seychellen · Sierra Leone · Soedan · Somalië · Swaziland · Tanzania · Togo · Tsjaad · Tunesië · Zambia · Zimbabwe · Zuid-Afrika

CONCACAF-zone: Amerikaanse Maagdeneilanden · Anguilla · Antigua en Barbuda · Aruba · Bahama's · Barbados · Belize · Bermuda · Britse Maagdeneilanden · Canada · Kaaimaneilanden · Costa Rica · Cuba · Dominica · Dominicaanse Republiek · El Salvador · Frans Guyana · Grenada · Guadeloupe · Guatemala · Guyana · Haïti · Honduras · Jamaica · Martinique · Mexico · Montserrat · 
Nicaragua · Panama · Puerto Rico · Saint Kitts en Nevis · Saint Lucia · Saint Vincent en de Grenadines · Sint Maarten · Suriname · Trinidad en Tobago · Turks- en Caicoseilanden · Verenigde Staten

CONMEBOL-zone: Argentinië · Bolivia · Brazilië · Chili · Colombia · Ecuador · Paraguay · Peru · Uruguay · Venezuela

OFC-zone: Amerikaans-Samoa · Cookeilanden · Fiji · Nieuw-Caledonië · Nieuw-Zeeland · Papoea-Nieuw-Guinea · Samoa · Salomoneilanden · Tahiti · Tonga · Vanuatu

UEFA-zone: Albanië · Andorra · Armenië · Azerbeidzjan · België · Bosnië en Herzegovina · Bulgarije · Cyprus · Denemarken · Duitsland · Engeland · Estland · Faeröer · Finland · Frankrijk · Georgië · Griekenland · Hongarije · IJsland · Ierland · Israël · Italië · Kazachstan · Kroatië · Letland · Liechtenstein · Litouwen · Luxemburg · Macedonië · Malta · Moldavië · Montenegro · Nederland · Noord-Ierland · Noorwegen · Oekraïne · Oostenrijk · Polen · Portugal · Roemenië · Rusland · San Marino · Schotland · Servië · Servië en Montenegro · Slovenië · Slowakije · Spanje · Tsjechië · Turkije · Wales · Wit-Rusland · Zweden · Zwitserland